# Johan Esteve de Bezers
Joan Esteve, anche Johan Este o Johan Steue o Johan Esteue de Bezersdetto anche Olivier de Bésiers (fl. 1270-1288), è stato un trovatore originario di Béziers.
Nell'unico canzoniere in cui sono contenuti i suoi undici componimenti, viene chiamato En Johan Esteve de Bezers, oppure Olier de Bezers, il che implica che egli forse era stato un vasaio. Tutti i suoi lavori sono accompagnati dalle date di composizione, permettendo così agli studiosi di collocare la sua produzione letteraria tra il 1270 e il 1288. 
L'opera di Joan è di devozione religiosa, ma metricamente complessa, con strofe difficili (Lo senhor qu'es guitz ne è un esempio). Scrive tre pastorelas, tutti influenzate dallo stile di Guiraut Riquier. Le sue cansos indiscrete sono dominate dall'amor cortese, in cui l'oggetto del suo affetto è una donna nota come Bel rai ("bel raggio [di sole]"). Joan non è un tipico trovatore meridionale in quanto è completamente gallicizzato e le sue simpatie sono rivolte ai francesi. Dedica molti componimenti a Guilhem de Lodeva, l'ammiraglio provenzale del Mediterraneo francese. 
Il primo lavoro di Joan è Aissi quol malanans, un planh composto per la morte di Amalrico I di Narbona (1270). Nel 1284 scrive Quossi moria, un lamento per l'evento sanguinoso che quest'anno sconvolge la festa dell'Ascensione a Béziers. Nel 1286 compone la sua poesia più storicamente interessante, Francx reys Frances, per cuy son Angevi, il cui metro e rima sono identici a quelle di Trop ai etat mon Bon Esper no vi di Peridgon. Questa venne scritta nel 1286, dopo l'avvenimento della Battaglia delle Formigues dove Guilhem de Lodeva veniva catturato e imprigionato a Barcellona dagli aragonesi, con i quali i francesi erano in guerra. Il componimento è un sirventes che incita l'azione da parte del re di Francia, Filippo IV a liberare Guilhem. Secondo Joan, Guilhem era stato catturato unicamente per il tradimento da parte dei suoi propri uomini. Il rilascio di Guilhem viene alla fine negoziato, per cui tornerà in Provenza, dove muore. Un certo "Esteve", forse Joan, ha composto un partimen con un tale "Jutge" a mo' di planh per la sua morte. 
L'ultimo lavoro di Joan è una pastorela, "Ogan, ab freg que fazia", composta nel 1288.